# Minstrel Show

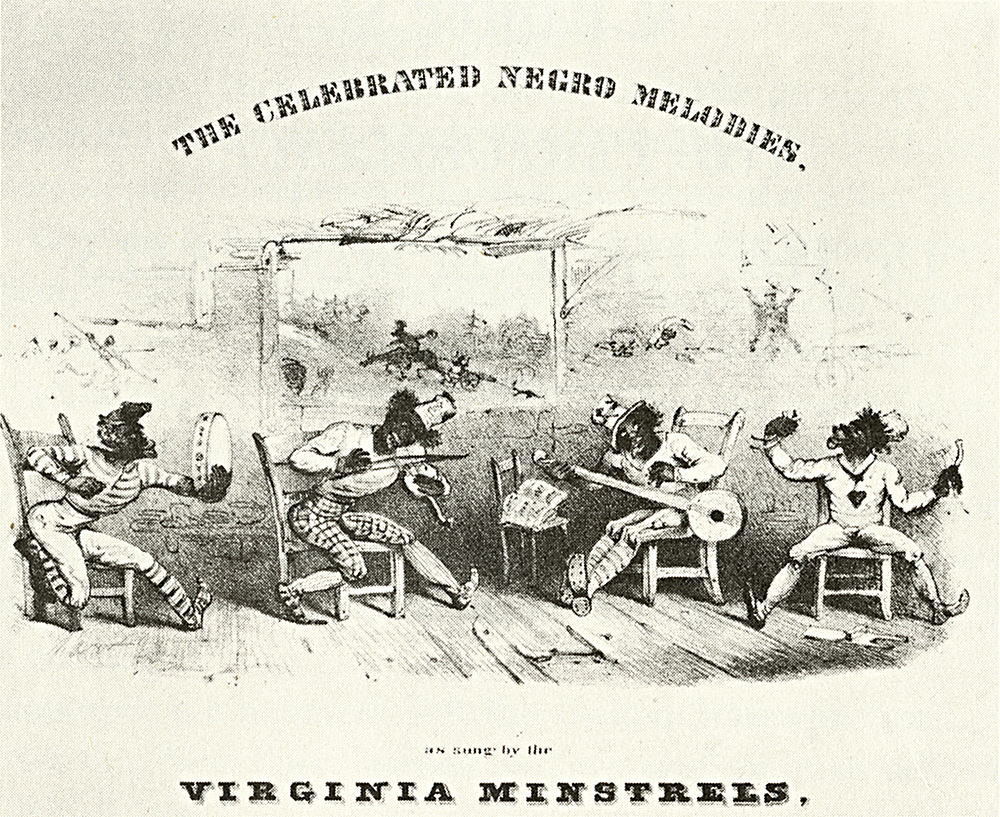
Detalhes da capa do The Celebrated Negro Melodies, com as canções do Virginia Minstrels, 1843

Minstrel show (em português, espetáculo de  menestréis) ou minstrelsy ('cantoria') é nome pelo qual ficou conhecido um tipo de espetáculo teatral popular tipicamente americano e notavelmente baseado em ideais racistas perpetuados nos Estados Unidos e no mundo, que reunia quadros cômicos, variedades, dança e música, inicialmente com artistas brancos maquiados como negros com o rosto maquiado de preto (blackfaces), principalmente depois da Guerra Civil. Uma característica conhecida era o contorno dos lábios e dos olhos com uma tinta branca, que combinava com luvas e meias da mesma cor, contrastando claro e escuro nos espetáculos, e que produziam um efeito cênico. O cinema também se utilizou desse estilo, celebrizando Al Jolson no primeiro filme sonoro da história (O Cantor de Jazz de 1927). Com o advento da iluminação elétrica e dos filmes coloridos, além das criticas ao racismo dos espetáculos, esse estilo acabou por "decair" no gosto popular.

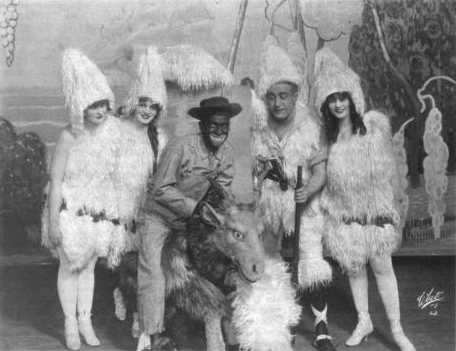
Al Jolson com a famosa "cara-preta" celebrizada no cinema

Nos Minstrel Shows os personagens negros eram sempre ignorantes, preguiçosos, falastrões, supersticiosos e musicais. No início dos anos  1830, o espetáculo consistia em breves quadros "entreatos" cômicos burlescos. Na década seguinte, era um show completo. Em 1848, o  jogral das "cara-pretas" se tornou uma arte nacional da época, com um formato como de uma ópera mas que se utilizava de temas populares para platéias em geral. Na virada do século, o minstrel continuava popular mas começou a ser substituído no gosto do público americano pelos espetáculos de vaudeville. Continuou como entretenimento profissional até por volta de 1910; artistas amadores continuaram a se apresentar até a década de 1960 em escolas, fraternidades estudantis e teatros de periferia. Com a luta dos negros contra o racismo ganhando as ruas, os shows minstrelsy perderam a popularidade.
Um típico espetáculo minstrel era divido em três atos. O elenco primeiro dançava no palco, depois trocavam anedotas e cantavam canções. A segunda parte era muito variada e incluía um monólogo dito com termos próprios do negros ou inglês errático e muito trocadilhos e nonsense, buscando a comicidade (stump speech). O ato final era um musical com muitas pantomimas e palhaçadas satirizando a vida nas plantations ou parodiando peças populares. As canções e quadros minstrel falavam de personagens recorrentes, a maioria escravos e dândis. Mais tarde houve subdivisões em sub-arquétipos como a "Mãe Preta", uma contraparte do "Preto Velho", o mulato provocador e o soldado negro. Os minstrels afirmavam que seus cantos e danças eram autenticamente negros mas isso é discutível. Apenas quando houve a introdução dos spirituals (chamadas de jubilees), por volta de 1870, é que houve a concordância de que uma autêntica música negra era apresentada nos minstrelsy.
A "cantoria dos menestréis caras-pretas" é apontada como a primeira forma teatral típica americana. Entre 1830-1840 alavancou a industria musical do país e por muitas décadas foi a "lente" pela qual a "América Branca" via a "América Negra": por um lado, com um forte racismo e, por outro, com o surgimento de uma consciência sobre os vários aspectos da "cultura negra".
Como os espetáculos dos minstrels eram extremamente populares, muitas famílias de diversas origens e grupos étnicos formavam a platéia, o que sugeria uma "integração" entre as culturas mas isso também é controverso. Os adversários dessas teses criticavam os espetáculos, que mostravam "escravos felizes" ao mesmo tempo que se tripudiava sobre eles; os segregacionistas diziam que os shows desrespeitavam as normas sociais ao apresentarem os escravos fugitivos com simpatia e as instituições sulistas como "peculiares".

## História

### Primeiros anos

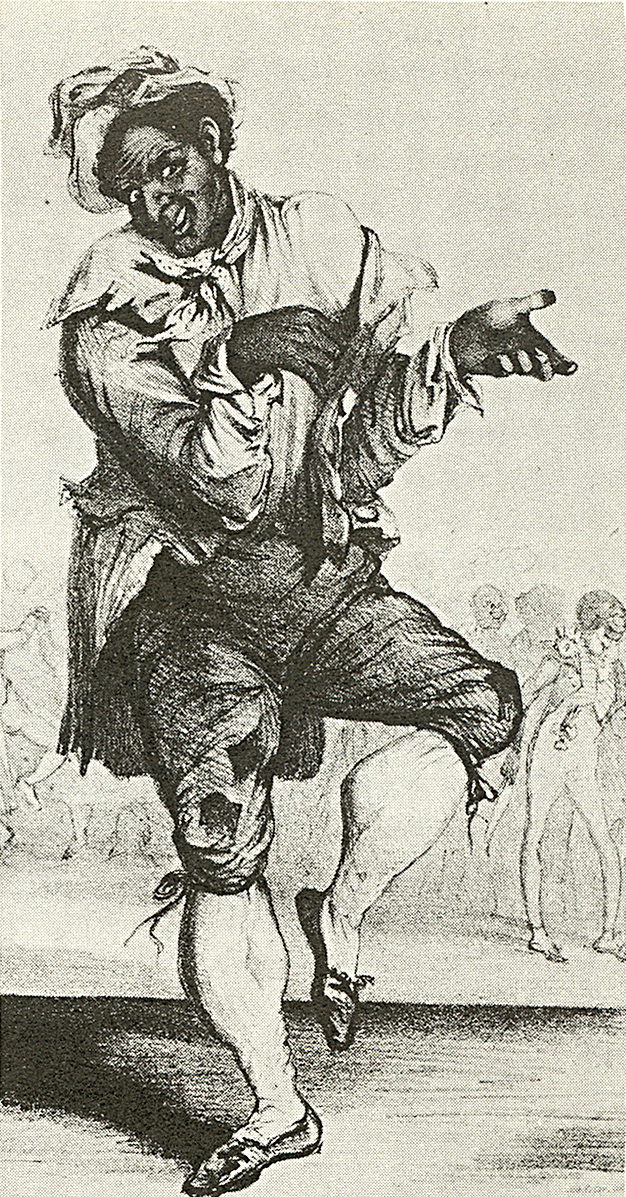
Thomas D. Rice de rosto maquiado e exagerado e com meias brancas, num cartaz do musical "Sich a Getting Up Stairs", anos 1830

Tradicionalmente, personagens teatrais negros eram interpretados por atores brancos até cerca de  1604. Ainda no século XVII, os "cara-pretas" começaram a aparecer nos palcos americanos, muitas vezes como "criados", já com alguns elementos cômicos. Atuações similares apareciam nos "entre-atos" das peças de Nova Iorque, além de números em tavernas e circos. Como resultado, o tipo do cara-preta ("Sambo") suplantou em popularidade outros como os personagens folclóricos e fantasiosos, além do chamado "montanhês"  e atores brancos como Charles Mathews, George Washington Dixon e Edwin Forrest se firmaram em suas carreiras atuando dessa forma. O escritor Constance Rourke declarou que a atuação de Forrest era tão boa que poderia enganar os verdadeiros negros nas ruas. Thomas Dartmouth Rice fez sucesso nos números de canto e dança como "Jump Jim Crow" (Jim Corvo Saltitante). Ele levou as atuações de palco dos cara-pretas a um novo nível de proeminência nos anos  1830. No auge do sucesso de Rice, The Boston Post escreveu "The two most popular characters in the world at the present are Queen Victoria and Jim Crow." (Os dois personagens mais populares do mundo na atualidade são a Rainha Vitória e Jim Crow).
Os "cara-pretas" mais tarde encontram reduto nas tavernas de Nova Iorque, na Broadway, Bowery e Chatham Street. Apareceram em respeitáveis casa de espetáculos, na maioria das vezes nos entre-atos. As casas mais requintadas de início limitavam os números de atos mas a partir de 1841, os artistas caras-pretas frequentemente assumiam o palco, causando desconforto em alguns mais elitistas das casas mais clássicas. No geral, o teatro era participativo e muito frequentado pelas classes populares. Era comum serem arremessados objetos em atores e músicos quando apresentavam material mais elevado  e uma ruidosa plateia impedia a apresentação de dramas o tempo todo no Bowery Theatre. Atos típicos dos caras-pretas faziam contrapontos burlescos com títulos parodiados como "Hamlet the Dainty" (Hamlet, a guloseima) e "Julius Sneezer" (Julius Espirra).
Entretanto, alguns frequentadores brancos se interessavam pela música e dança negra dos artistas negros reais. Havía os instrumentos da "Negro music" como o banjo. O New Orleans Picayune escreveu que um humilde cantor das ruas de New Orleans chamado Old Corn Meal faria a fortuna de qualquer homem branco que iniciasse uma excursão profissional com ele. Rice respondeu criando um esquete chamado "Corn Meal" em suas apresentações. Houve tentativas de legitimar as apresentações teatrais dos negros: A mais ambiciosa começou no teatro novaiorquino African Grove, fundado e operado por negros livres em 1821, que trazia um repertório baseado em Shakespeare. Uma companhia rival pagava pessoas para criarem "tumultos" e outros distúrbios na frente do teatro e a casa foi invadida pela polícia quando a vizinhança reclamou do barulho.
Trabalhadores nortistas se identificam com os tipos populares dos caras-pretas. Isto coincidiu com o surgimento de grupos reinvidicatórios de trabalhadores e pró-causas sulistas. As apresentações dos negros confirmavam a pré-existencia de conceitos racistas e estabeleciam novos. Seguindo temas pioneiros de Rice, os minstrelsy uniam trabalhadores e "classes superiores" contra o negro inimigo comum, simbolizado principalmente no "cavalheiro (dândi) negro". Nesse mesmo período, uma consciência de classe mas racista contra a escravidão negra era suplantada pela da "escravidão assalariada". Sugeria-se que os abusos contra os trabalhadores brancos das fábricas nortistas eram piores do que os infligidos aos escravos negros—havia uma vaga retórica de "produtivos" vs. "improdutivos" da sociedade. Por outro lado ambas as escravidões eram equiparadas nos minstrelsy, e algumas canções sugeriram a criação de uma coalizão entre trabalhadores brancos e negros para se acabar com essa instituição.
Os estereótipos raciais que apareceram nos primeiros números dos cara-pretas causavam na audiência o sentimento do sublime pelo grotesco trazida pela infantilização dos negros.

### Auge

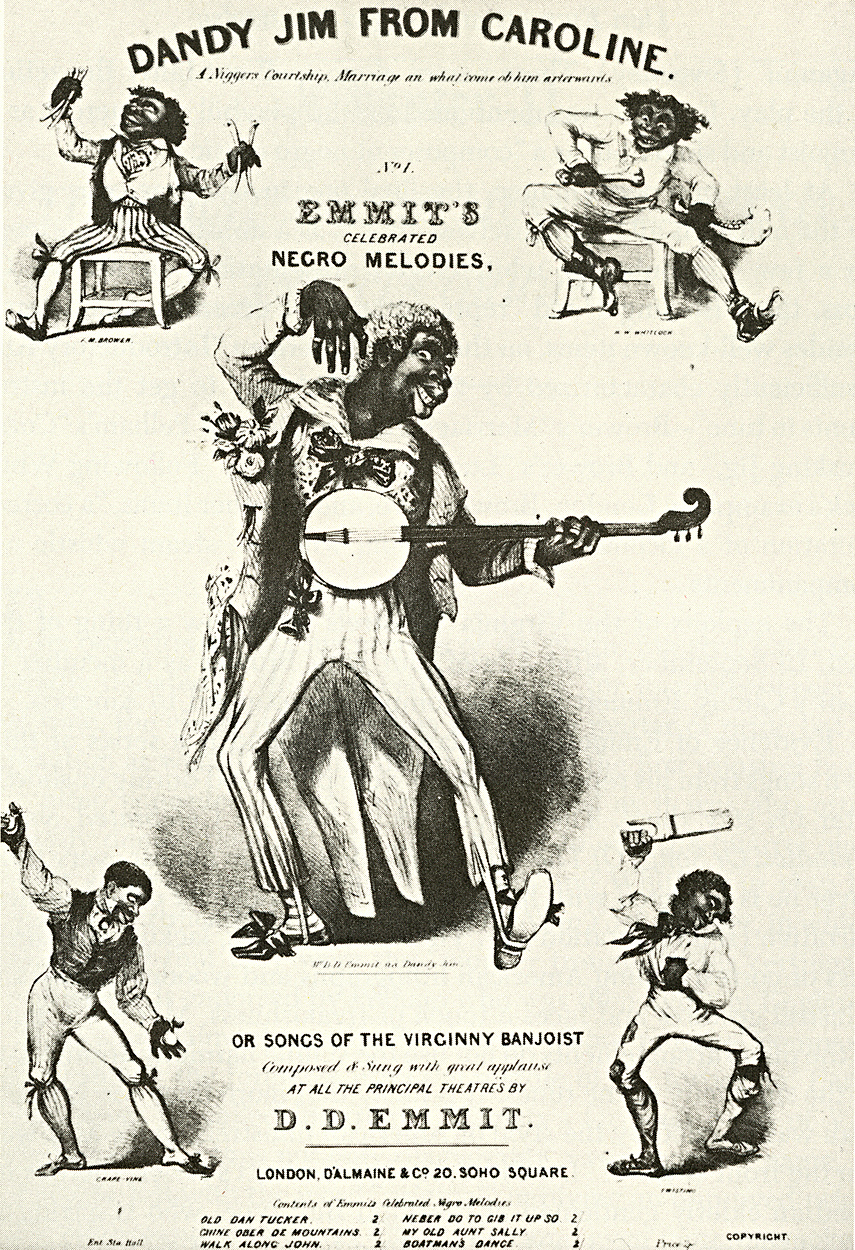
Cartaz de "Dandy Jim from Caroline", com Dan Emmett (centro) e outros Virginia Minstrels (c.1844)

Com o Pânico de 1837, a audiência dos teatros diminuiu, e os concertos eram uma das poucas atrações que ainda "faziam dinheiro". Em 1843, quatro artistas "cara-pretas" liderados por Dan Emmett entraram no teatro, apresentando um concerto no Anfiteatro Bowery, em Nova Iorque, chamando-o de Virginia Minstrels  (Menestréis da Virgínia). O show tinha uma estrutura simples: Os quatro artistas sentavam formando um semicírculo, interpretando canções e contando anedotas. Tinha um monólogo brincando com o dialeto negro e no final uma canção sobre as plantations. O termo minstrel (menestrel) tinha sido usado antes por grupos itinerantes de cantores brancos, mas Emmett e companhia tornaram-no sinônimo das atuações dos cara-pretas e o seu uso demonstra uma pesquisa feita por eles, das novidades que atrairiam uma audiência de classe média. O Herald escreveu que aquela produção era isenta das vulgaridades e outras objeções que se faziam, principalmente das "extravagâncias dos negros". ". Em 1845, o show Ethiopian Serenaders aumentaria a popularidade dos Virginia Minstrels. Edwin Pearce Christy fundou o Christy's Minstrels, combinando canções refinadas dos Ethiopian Serenaders (trabalho do compositor de Christy, Stephen Foster) com a irreverência dos Virginia Minstrels. A companhia Christy estabilizou as apresentações em três atos, estrutura  que permaneceria nas décadas seguintes. Isso trouxe a respeitabilidade dos proprietários de teatro que se esforçavam para tornarem as casa de espetáculos mais calmas e quietas.
Os minstrels excursionavam pelos mesmos lugares que as companhias de ópera, circos e artistas europeus,  e os locais de apresentação variavam de casas estabelecidas a tavernas improvisadas. A vida na estrada era repleta de infindáveis séries de apresentações de "única noite", acidentes ferroviários, locais sujeitos a incêndios, salas vazias improvisadas como teatros, prisões de artistas e membros da equipe, crises com empresários e agentes que fugiam com o dinheiro das bilheterias. O principal circuito era o do noroeste do país mas havia apresentações na Europa. No fim da década de 1840, uma excursão ao sudeste estreou em Baltimore e foi até Nova Orleans. Os circuitos atravessavam o Meio-Oeste chegando à Califórnia na década de  1860. Alguns teatros começaram a explorar a popularidade dos grupos, adotando nomes tais como o  Ethiopian Opera House. Nessa altura, Emmett continuou a se apresentar em performance solo.
O crescimento dos "minstresl shows" coincidiram com o surgimento dos movimentos abolicionistas. Muitos nortistas ficavam consternados com os negros oprimidos no Sul, mas a maioria não tinha um conhecimento real do dia-a-dia nas plantations. As apresentações dos cara-pretas eram inconsistentes nesse sentido; alguns escravos eram felizes, outros vítimas da crueldade e da inumanidade da instituição. A maioria projetava uma romântica e exagerada imagem da vida dos escravos que estavam sempre prontos para cantar e dançar, alegrando os seus mestres. As letras e os dialogos geralmente eram racistas e satíricos. As mensagens eram claras: não se preocupem com os escravos pois eles eram felizes com seu modo de vida. Figuras como o dândi nortista e o capataz ex-escravo reforçavam a ideia da inadequação dos negros na sociedade nos moldes da nortista.
A reação dos minstrels ao livro Uncle Tom's Cabin é um indicativo da visão das plantations dessa época. O "Ato do Tomás" substituiu largamente outras narrativas sobre plantations nos shows, particularmente no terceiro ato. Existem esquetes com base no livro de Harriet Beecher Stowe, mas em alguns a autora é atacada. A mensagem do livro naturalmente se perdia na atmosfera de paz e felicidade dos espetáculos. Personagens como Simon Legree algumas vezes desaparecem e o título era frequentemente mudado para "O feliz Pai Tomás" ou "A cabana do papa Tomás". O Pai Tomás muitas vezes aparece como puxa-saco dos brancos ou simplesmente ridículo. Os artistas conhecidos como Tommer se especializaram no burlesco e os números teatrais (Shows do Tomás) foram integrados aos minstrel shows da época.
O racismo e a misoginia das minstrelsies apareciam nas letras cruéis,  com os negros sendo "torrados, pescados, fumados como tabacos, descascados como batatas, plantados no solo, secados e pendurados como propaganda", e nas canções que falavam de homens negros que maltratavam mulheres de olhos negros. Por outro lado, a alusões à escravidão e às diferenças de raças eram talvez mais importantes do que o jeito como  faziam isso. Mesmo com atitudes favoráveis à plantations, muitas minstrelsies foram proibidas em cidades do Sul.
É bom que se diga que nos números cômicos havia também personagens brancos típicos - aristocratas, políticos, doutores e advogados.
Com a Guerra Civil, os minstrels permaneceram, em sua maioria, neutros e satirizando ambos os lados. Contudo, quando a guerra chegou ao solo nortista, eles tornaram-se leais à causa da União. Canções tristes e esquetes reflexivos sobre uma nação conflagrada eram comuns. "Weeping, Sad, and Lonely" se tornou um sucesso da época, vendendo um milhão de cópias. Para equilibrar os números tristes, os minstrels faziam quadros patrióticos, como "The Star Spangled Banner", destacando cenas históricas e engrandecendo figuras como George Washington e Andrew Jackson. Os comentários sociais aumentaram de importância nos shows. Os artistas criticavam a sociedade nortista e todos os tidos como responsáveis pela divisão do país.

### Declínio

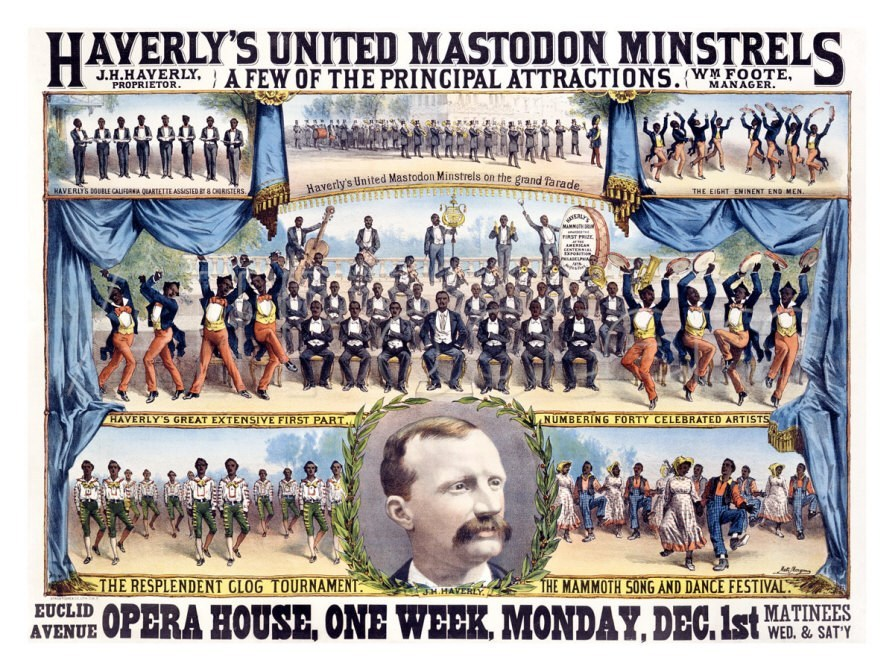
Pôster do Haverly's United Mastodon Minstrels

As minstrelsies perderam popularidade durante a guerra. Novos artistas que apresentavam shows de variedades, comédias musicais e vaudeville apareceram no Norte, incentivados por promotores como P. T. Barnum.
Os blackfaces começaram a viajar para lugares cada vez mais distantes e mudaram suas sedes para o Centro-Sul. Os que ficaram em Nova York e outras grandes cidades, seguiram a liderança de Barnum e se apoiaram na publicidade e enfatizaram o espetáculo. Os grupos aumentaram de tamanho e o United Mastodon Minstrels de J. H. Haverly chegou a ter 100 membros. Os cenários cresceram e ficaram caros além de atos especiais como o de acrobatas japoneses ou "circo de esquisitices" que algumas vezes eram apresentados.
Os atos com mulheres começaram a fazer parte das variedades apresentadas, e as minstrels femininas da Madame Rentz lançaram a ideia com uma primeira apresentação em 1870, com as participantes usando roupas diferentes e colantes. Com o sucesso, em 1871 já havia onze grupos similares, um dos quais aboliu completamente as caras pintadas de preto. Acabaram por evoluir para  um estilo próprio.  No pós-guerra, alguns grupos tradicionais já haviam incluído personagens femininas em seus números.

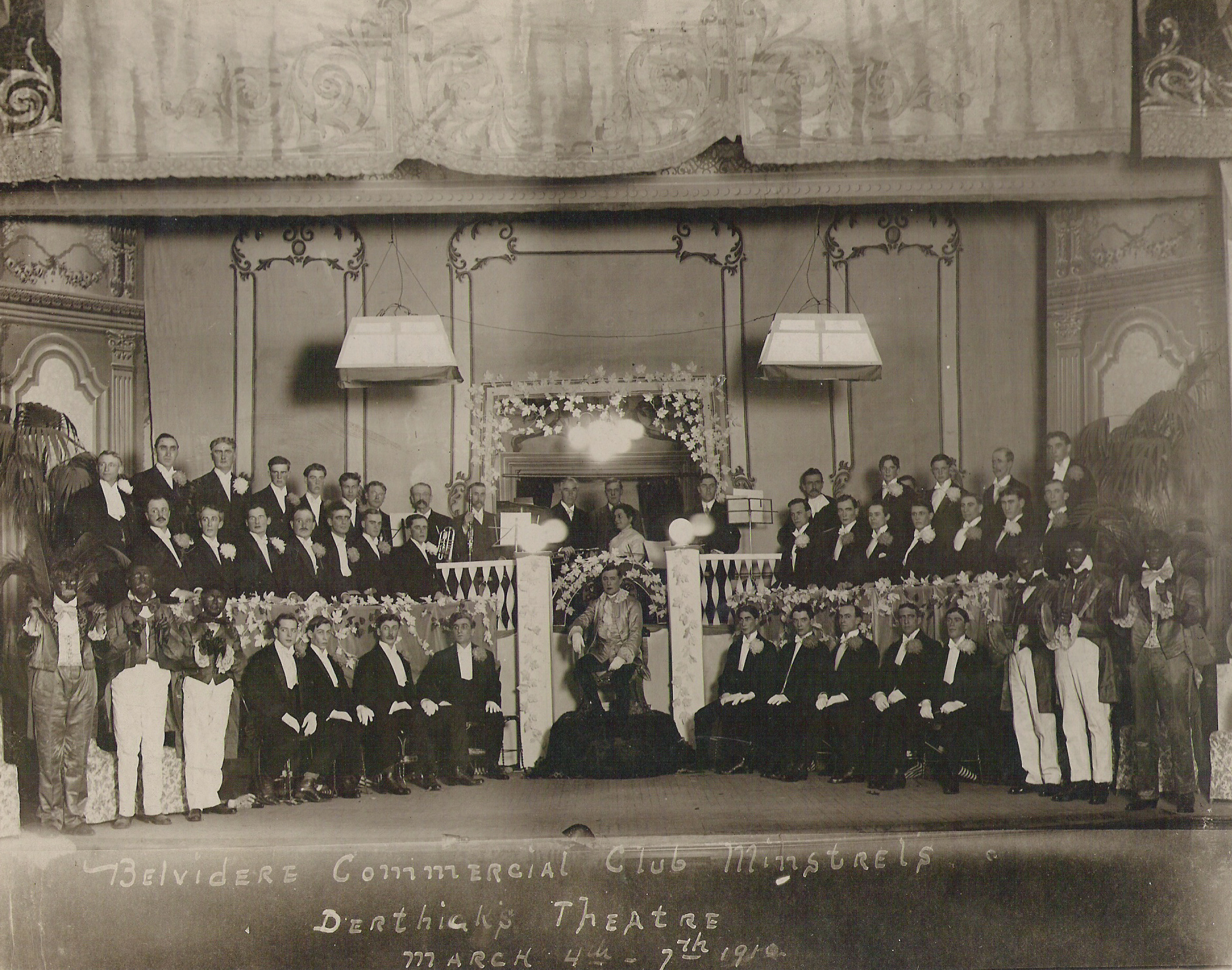
Muitos grupos tardios de minstrels, como esse de 1910, tentavam projetar uma imagem de refinamento. É de notar que apenas nos extremos aparecem os cara-pretas

Os novos grupos de minstrelsy preferiam uma ênfase em música refinada. Foram incluídos no repertório os spirituals, a partir da década de 1870. Quando George Primrose e Billy West se separaram do Mastodons de Haverly em 1877, eles tiraram os cara-pretas mas alguns figurantes foram vestidos com adornos luxuosos e perucas empoladas.
Os comentários sociais continuaram a dominar os espetáculos, mas o material sobre as plantations passou a ser apenas uma pequena parte do repertório. O principal alvo das críticas era a moral decadente do Norte urbanizado. As cidades eram mostradas como corruptas, os lares com uma pobreza injusta e havia até referências aos trapaceiros que enganavam os recém-chegados. As histórias falavam de reencontro de mães e filhos que achavam que haviam morrido na guerra. A decadência da família estava ligada aos direitos das mulheres, desrespeito as crianças, pouca frequência nas igrejas e promiscuidade sexual. Os personagens dos negros do Norte carregavam esses vícios, é claro.
Nos anos  1890 os grupos de minstrelsy se tornaram uma parte pequena dos artistas americanos e em 1919 apenas três grupos dominavam a cena. Pequenas companhias e amadores trouxeram o show tradicional para o século XX, agora para plateias do Sul rural. A maioria dos atores brancos já se mudara para o vaudeville.